# Spyker Cars
Spyker Cars NV — Нідерландський виробник ексклюзивних спортивних автомобілів (в основному ручного складання).
26 січня 2010 року компанія Spyker викупила шведську автомобілебудівну фірму Saab Automobile AB у американської корпорації General Motors, внаслідок чого в червні 2011 року була сформована компанія з новою назвою — Swedish Automobile NV.

## Історія

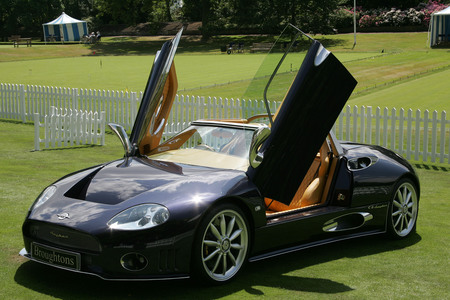
Spyker C8

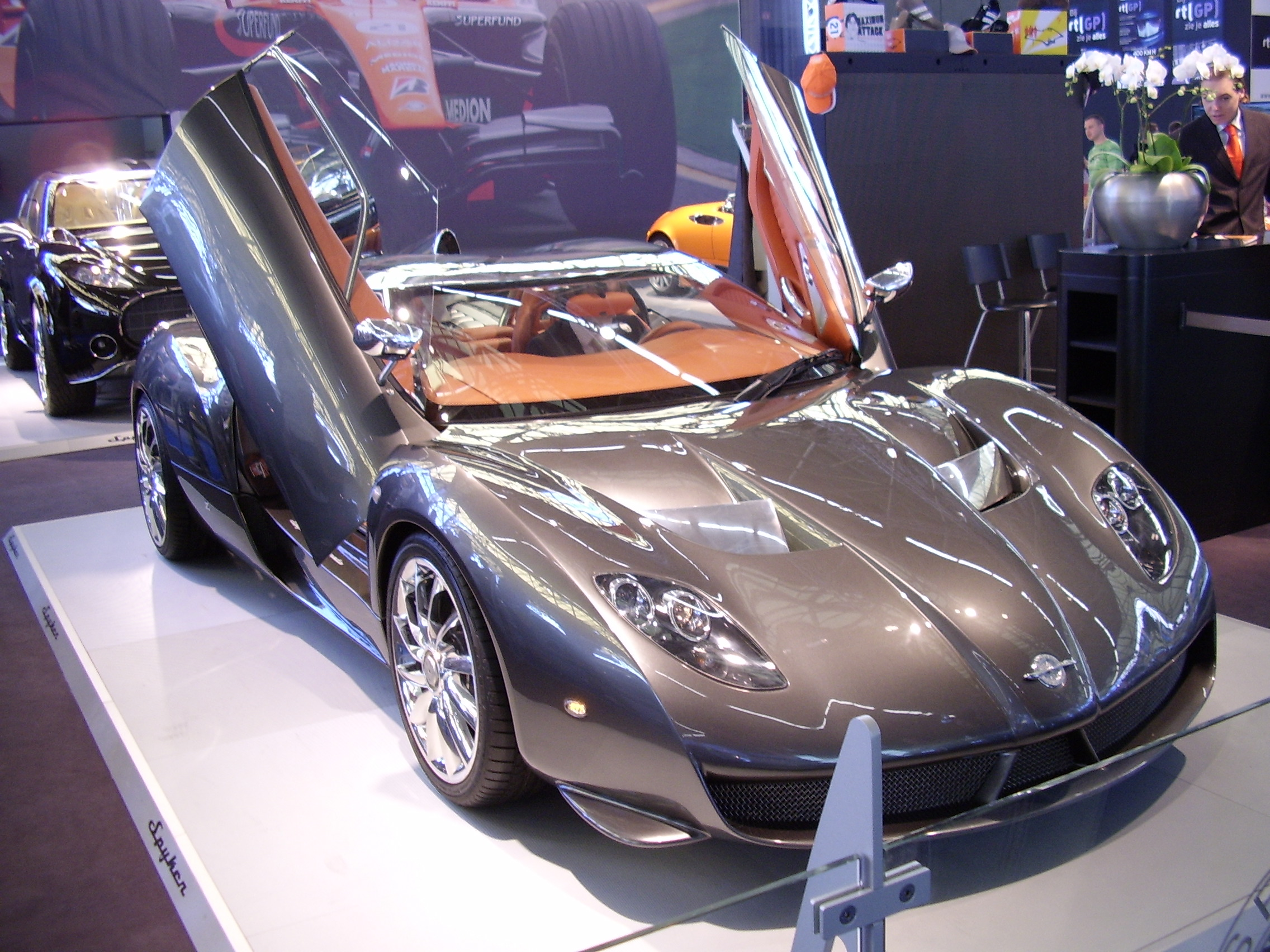
Spyker C12 Zagato

Сучасна компанія Spyker історично ніяк не пов'язана з збанкрутілою 1926 року нідерландською автомобільно-авіабудівною компанією «Spijker» (з 1903 року «Spyker»), крім викупленого в 1999 році права на торгову марку «Spyker», під якою в Нідерландах у 1598— мм. випускалися легкові та вантажні автомобілі. У 1915 році компанія впровадила гасло, яке використовується і понині — Nulla tenaci invia est via, що в перекладі з латини можна перекласти як «Дорогу здолає той, хто йде». Під час Першої світової війни компанія Spyker, об'єднавшись із Dutch Aircraft Factory NV, також випускала авіаційну техніку. Звідси в її емблемі з'явилися повітряний гвинт і автомобільне колесо.
Перероджена компанія була заснована Віктором Мюллером (нід. Victor Muller ) та Мартеном де Брейном (нід. Maarten de Bruijn). І з 1 січня 2000 року компанія виробляє ексклюзивні спорткари (такі як C8 та C8 Laviolette ). Минуле Spyker з виробництва авіадвигунів знайшло відображення у деталях їх нових автомобілів та логотипу.

Компанія Spyker в 2010 році придбала Saab Automobile з великими фінансовими пробемами. Але не дивлячись на зусилля, не змогла вберегти її від зупинки виробництва. Наразі конвеєр у Тролльгеттані зупинений, автомобілі не випускаються.

## Модельний ряд
- Spyker C8
  - C8 Laviolette
  - C8 Spyder (родстер)
  - C8 Spyder T (Turbo)
  - Spyker C8 Double 12 S (Langer Radstand)
  - Spyker C8 Aileron ("Елерон" - натяк, як і у БМВ, на авіаційне минуле фірми)
- Spyker C12
- Spyker B6 Venator («Мисливець» латиною)

### Концепт-кари
- Spyker C12 Zagato
- Spyker D12 Peking-to-Paris
- Spyker C12 La Turbie

## Автоспорт

### Spyker F1
9 вересня 2006 Spyker купили команду Мідланд у канадського бізнесмена Олександра Шнайдера за 106,6 мільйонів американських доларів.
У 2007 році команда була продана індійському мільярдеру.

### Spyker Squadron
Spyker Squadron — команда для гонок на витривалість, таких як, 24 години Ле-Мана, FIA GT і 12 годин Себрінга.

## Продажі
| Рік  | Усього       |
| ---- | ------------ |
| 2000 | 1            |
| 2001 | 2            |
| 2002 | 3            |
| 2003 | 12           |
| 2004 | 31           |
| 2005 | 48           |
| 2006 | 94           |
| 2007 | 26           |
| 2008 | 43           |
| 2009 | 36           |
| 2010 | «Очікується» |
| 2011 | 12           |
| 2012 | 52           |
| 2013 | 2            |
| 2014 | 0            |